# Croix de Saint-Hubert
La croix de Saint-Hubert est située à Landébia en France.

## Localisation
La croix est située sur le territoire de la commune de Landébia, dans le département des Côtes-d'Armor en région Bretagne.

## Description
Croix angulaire ornée d'une Vierge.

## Historique
La croix est inscrite au titre des monuments historiques par arrêté du 14 septembre 1964.